# چل قله
بقایای چل قله مربوط به سده‌های میانه دوران‌های تاریخی پس از اسلام است و در شهرستان گچساران، بخش باشت، دهستان کوه مره خامی، روستای شاه بهرام واقع شده و این اثر در تاریخ ۷ خرداد ۱۳۸۷ با شمارهٔ ثبت ۲۲۹۸۲ به‌عنوان یکی از آثار ملی ایران به ثبت رسیده است.